# ألكسندر دولجوف
ألكسندر دولجوف (الروسية: Долгов, Александр Владимирович) هو لاعب كرة قدم روسي في مركز الهجوم، ولد في 24 سبتمبر 1998 في فارونيش في روسيا. لعب مع لوكوموتيف موسكو ونادي خيمكي ونادي روستوف.

## وصلات خارجية
- ألكسندر دولجوف على موقع قاعدة بيانات كرة القدم.إي يو (الإنجليزية)
- ألكسندر دولجوف على موقع Soccerway.com (الإنجليزية)
- ألكسندر دولجوف على موقع عالم كرة القدم.نت (الإنجليزية)